# Georges Lapierre
Pour les articles homonymes, voir Lapierre.
Georges Lapierre est un instituteur syndicaliste, socialiste et résistant français né le 28 février 1886 à Barbuise (Aube) et mort en déportation le 4 février 1945 à Dachau. 
Instituteur puis directeur d'école primaire à Paris, il a été un responsable important du Syndicat national des instituteurs pour lequel il a créé l’hebdomadaire L'École libératrice avant de devenir secrétaire général du Syndicat clandestin pendant l’Occupation où il appartient également au mouvement Libération-Nord. Dénoncé, arrêté, déporté, il reste l’exemple admirable d'une figure refusant la déchéance intellectuelle et morale, mais, atteint du typhus meurt d'épuisement en camp de concentration. Il est également créateur en 1938 de la Confédération La Jeunesse au plein air.

## Jeunesse et carrière professionnelle
Fils d’un cultivateur du hameau de Courtavant (commune de Barbuise), Georges Lapierre fréquente l’école communale puis l’école primaire supérieure de Bar-sur-Seine. Il entre en 1902 à l’école normale d’instituteurs de la Seine (école normale dite « d'Auteuil »). Son service militaire accompli (1905), Georges Lapierre enseigne à Saint-Denis de 1906 à 1909. Nommé à Paris, il exerce dans des écoles du XVIIIe arrondissement jusqu'en 1925. En avril 1914, il est victime de lésions pulmonaires et doit se soigner en Suisse. Mobilisé le 2 août 1914 au 26e Régiment d’infanterie, il est proposé pour la réforme compte tenu de son dossier médical, Georges Lapierre est versé sur sa demande dans les services auxiliaires en décembre 1914 et reste mobilisé jusqu’en mars 1919 puis reprend son poste à l'école de la rue du Mont-Cenis. En 1925, il devient professeur de cours complémentaire dans le IXe arrondissement avant de devenir directeur d'école primaire en 1929. C'est en cette qualité qu'il devient, à partir de 1934, directeur des écoles jumelées de la place Lucien-Herr et de la rue des Feuillantines (dans le Ve arrondissement) jusqu’à la Seconde Guerre mondiale. Ce sera son dernier poste. Georges Lapierre assumera ses responsabilités syndicales écrasantes en continuant à exercer pleinement son activité professionnelle d'enseignant.

## Le responsable du SNI d'avant-guerre

### Les premiers engagements syndicaux
En 1920, Georges Lapierre adhère au Syndicat des membres de l’enseignement laïque de la Seine (qui sera affilié à partir de 1921 à la Confédération générale du travail unitaire (CGTU) et fait partie quelque temps de la commission administrative. Il rejoint ensuite le Syndicat national des instituteurs (SNI), affilié depuis 1925 à la CGT que dirige Léon Jouhaux s'inscrit alors dans la démarche réformiste et qu'animent sur le plan national deux militants de la Seine : Louis Roussel et Émile Glay.

### Le responsable national du SNI
En 1926, au congrès national de Strasbourg, il est élu membre de la commission permanente du SNI (alors appellation de son Bureau national), en même temps que René Vivès et André Delmas. Simultanément, il se consacre au développement de la pédagogie. Collaborateur de la Revue de l’enseignement primaire et primaire supérieur, il fonde, en 1923, une section pédagogique au sein de l’Association française pour l’avancement des sciences où il se lie avec Paul Langevin, avec lequel il conservera des relations personnelles étroites. Il organise les travaux de la section pédagogique au cours des congrès nationaux de 1923 à 1926. En juin 1926, il créa le Bureau pédagogique international.
En 1927, Lapierre devient trésorier de la section de la Seine du SNI, puis secrétaire de la section des colonies et protectorats. Délégué à la CGT, il est élu membre suppléant de la commission administrative confédérale, en septembre 1929, s'occupe du secrétariat de la Fédération générale de l’enseignement Lorsque les deux responsables historiques du SNI, Louis Roussel et Émile Glay abandonnent leurs responsabilités syndicales en 1932, une nouvelle équipe dirigeante se met en place. Le nouveau secrétaire général, André Delmas, est assisté de trois secrétaires-adjoints au nombre desquels compte Georges Lapierre.
En 1932, il participe également à la création de SUDEL, la maison d’édition du SNI. Il siège à la commission de l'enseignement et de l’éducation ouvrière de la CGT. Il est également membre élu du Conseil supérieur de l’Instruction publique de 1938 à 1940.

### Le créateur d'œuvres périscolaires
Dans le prolongement de son activité pédagogique, Georges Lapierre fonde le 8 juin 1933 le Centre laïque des auberges de jeunesse, dont il devient vice-président, après sa rupture avec Marc Sangnier, président de la Ligue française pour les auberges de jeunesse, présidée par ce dernier. Il n’acceptait pas la présence de catholiques au comité d’honneur de cette ligue, et entendait en exclure les associations qui présentaient un caractère confessionnel. Un essai de rapprochement eut encore lieu le 12 mars 1935, sous la présidence de Julien Luchaire, mais la scission fut alors consacrée entre les deux organisations.
Lapierre organise la Fédération nationale des œuvres laïques de vacances d’enfants et d’adolescents en 1938 (actuelle confédération La Jeunesse au plein air après avoir approuvé la création des Centres d’entraînement aux méthodes d’éducation active.

### Les engagements internationaux de Lapierre
Particulièrement sensible à l’idée de coopération internationale pour la paix, il fonde en septembre de la même année, avec Louis Dumas, autre responsable national du SNI, la Fédération internationale des associations d’instituteurs (FIAI), dont l’idée lui revenait selon André Delmas et dont Lapierre définit ainsi le but : « Nous avons à prendre appui sur le sol résistant des traditions et des aspirations nationales pour nous élever à la compréhension des solidarités internationales » Secrétaire général adjoint de la FIAI de 1927 à juin 1940, présent à chaque congrès, Lapierre fait à celui de 1932 (Luxembourg) un rapport sur l’enseignement international de l’histoire. Il milite en effet pour l’élimination des textes de tendance belliciste dans les manuels scolaires.
Membre de la direction du Secrétariat professionnel international de l’enseignement (SPIE), Lapierre participe en 1934 au rapprochement de celui-ci, adhérent de la Fédération syndicale internationale avec l’Internationale des travailleurs de l’enseignement, proche de l’Internationale syndicale rouge, notamment lors de contacts noués au congrès d'Oxford de l'ITE (août 1935) dans une entrevue avec notamment Georges Cogniot.
En 1937, il est le commissaire général du congrès international de l’enseignement primaire et de l’éducation populaire, à Paris, salle de la Mutualité qui rassemble quatre mille instituteurs de quarante-cinq pays et se tient en parallèle avec l’exposition universelle de 1937.

### Le fondateur deL'École libératrice
Si Georges Lapierre est resté la référence syndicale absolue pour les militants du SNI, c'est évidemment pour son comportement pendant la Seconde Guerre mondiale et son destin tragique (mais Joseph Rollo, qui lui succéda après son arrestation, fut dans le même cas) ; c'est, bien entendu, pour l’intensité et la variété de son engagement militant (mais tel fut le cas de responsables d'après-guerre comme Henri Aigueperse ou Denis Forestier) ; c'est aussi (surtout ?) parce qu'il a été mentionné comme fondateur dans chaque ours de L'École libératrice, hebdomadaire adressé depuis 1929 à chacun des adhérents du SNI.
De la publication de son numéro 1 (28 septembre 1929) à 1940 (et à l’interruption de l’action « publique » du SNI alors dissout par le régime de Vichy), Georges Lapierre assume la direction de L'École libératrice qui tranche par rapport au Bulletin mensuel adressé à tous les adhérents depuis 1920 : 1° le rythme de parution devient hebdomadaire ; 2° la revue a un contenu pédagogique alors que l'ancien Bulletin était strictement corporatif.
L'affaire avait pris du temps et commencé par un vœu déposé par la section du Cantal au congrès de Lyon de 1924 invitant la commission pédagogique à mettre à l'étude la création d'une revue pédagogique, propriété intégrale du Syndicat national, destinée à libérer les instituteurs et les institutrices de l’emprise des revues pédagogiques publiées par diverses maisons d'édition dans un but plus commercial que pédagogique. L'adoption du vœu impliquait un rapport pour le congrès annuel suivant qui donnait un mandat d'étude à la Commission permanente (le Bureau national) du syndicat. C'est au congrès de 1928 (Rennes) que le principe était précisé : une publication hebdomadaire, comprenant une partie syndicale et corporative, et une partie technique et pédagogique, servie à tous les adhérents à partir du 1er octobre 1929. Une augmentation de la cotisation syndicale devait couvrir les frais supplémentaires occasionnés. De fait, le premier numéro de l'École libératrice parut le 28 septembre 1929.
Les craintes avaient été nombreuses : peur du saut dans l'inconnu financier (et du risque de voir partir des adhérents dont la cotisation aurait trop augmenté) ; préférences d'autres pour une diffusion par abonnement volontaire (mais crainte que le nombre d'abonnés ne fût pas suffisant). Comme l'indiquent Henri Aigueperse et Robert Chéramy (Un syndicat pas comme les autres : le SNI):
« Il faut tenir compte de l’existence d'une revue pédagogique, la Revue de l'enseignement primaire et primaire supérieur, créée en 1890 par une maison d'édition laîque, la Bibliothèque d'éducation. Glay, Roussel et d'autres membres de la “vieille équipe” s'y exprimaient depuis longtemps. Faut-il voir là la raison, ou l'une des raisons, de leur réserve vis-à-vis du projet nouveau ? Il en sera beaucoup question au congrès de 1930; Sans doute s'agit-il bien de la première divergence de conception entre les anciens et les nouveaux, ceux qui ont constitué la première équipe du Syndicat national et ceux qui en constitueront la seconde.»
Lucien Boulanger est le rapporteur du dossier au congrès de 1928. Mais c'est Georges Lapierre qui est désigné pour la diriger. Si Émile Glay, ultérieurement, le critique en évoquant une activité brouillonne dans le contexte de conflit anciens/nouveau qui conduira au départ de la vieille garde, le secrétaire général « historique » du SNI, Louis Roussel, dira du directeur de la revue :
« J'ai vu Lapierre à l’œuvre, je dis nettement [que] si nous n’avions pas eu Lapierre, L'École libératrice n’aurait pas vu le jour. J'ai vu Lapierre succombant sous le poids de la tâche, absolument exténué certains soirs, et continuant le lendemain avec un dévouement auquel je rends l'hommage le plus grand, poursuivant sa tâche pour mettre sur pied l'École libératrice et la faire vivre. »
Selon un modèle qui durera jusqu'aux années soixante-dix, même si la présentation typographique évolue au fil du temps, L'École libératrice comprend une partie générale et une partie comprenant des fiches pédagogiques. Pour la partie générale, L'École libératrice  bénéficie, sur l'initiative de Lapierre, des collaborations d’Alain (qui y publie nombre de ses célèbres Propos sur l'éducation), Victor Basch, Georges Duhamel, Jean Guéhenno, Jules Isaac, Paul Rivet… La partie générale du premier numéro illustre ce que sera l'hebdomadaire jusqu'à la guerre : outre l’éditorial de Lapierre, il contient des articles sur la vie du Syndicat (Roussel, Glay, Vivès) ; un article de Léon Jouhaux, secrétaire général de la CGT ; des chroniques où se retrouvent les noms de Henri Sellier, maire de Suresnes, Erich Maria Remarque (qui vient de publier À l'Ouest, rien de nouveau), du philosophe Alain et de Paul Rivet, professeur au Muséum d'histoire naturelle.
Pour la partie pédagogique, Georges Lapierre fait appel à un militant de la section de la Seine du SNI, René Paty qui appartiendra au même noyau de résistants que Lapierre et, comme lui, mourra en déportation. À la Libération, c'est un autre militant national issu de la section de la Seine, René Bonissel que la direction de la revue sera confiée. La nature de L'École libératrice, son histoire, son lien étroit avec Georges Lapierre ont fait que, dans le SNI d'après-guerre, la direction de la revue n'a jamais été considérée non seulement comme une fonction « technique », mais comme une responsabilité pour militant de second plan au secrétariat permanent du Syndicat.

### Le militant antifasciste et antimunichois
En 1934, membre de la 18e section du Parti socialiste SFIO, Lapierre participe à la création du Comité de vigilance des intellectuels antifascistes, mais refuse en 1936 d'être candidats aux élections législatives. Lapierre signe les éditoriaux de L’École libératrice dont l’orientation pacifiste déchaîne les attaques de la presse, notamment lorsqu’il rend hommage aux objecteurs de conscience. Cependant, il désapprouve, à la différence d’autres dirigeants du SNI (notamment le secrétaire général, André Delmas), la signature des accords de Munich. En août 1939, il signe avec René Vivès et Joseph Rollo une motion condamnant le Pacte germano-soviétique. Il approuve alors l’exclusion des communistes du Bureau national du syndicat. André Delmas étant mobilisé d'octobre 1939 à juin 1940, Georges Lapierre assume l'intérim du secrétariat général du SNI, en remplacement du secrétaire général mobilisé.

## Georges Lapierre, militant clandestin, résistant, mort en déportation

### La Résistance
Après la débâcle de juin 1940, Georges Lapierre reprend ses fonctions de directeur d'école et doit, comme ses collègues, faire lecture aux élèves d’extraits des appels du maréchal Pétain. Il est mis à la retraite d’office le jour de ses cinquante-cinq ans, le 28 février 1941, bien que son inspecteur primaire, M. Seguin, ait deux fois demandé son maintien jusqu’à la fin de l'année scolaire.
En retraite à Courtavant, Lapierre est convoqué pour déposer dans le cadre du procès de Riom, mais ne renie aucune de ses convictions. Il remet notamment le 14 mars 1942 au juge d’instruction auprès du tribunal de première instance de Nogent-sur-Seine une longue déposition écrite sur « les liens existant entre l’Éducation nationale et la préparation a la Défense nationale » dans laquelle il réfute la responsabilité des instituteurs dans le désastre de juin 1940. Il rend visite à Paul Langevin, assigné à résidence à Troyes (Aube), puis entre, avec sa femme, dans le mouvement de résistance « Libération-Nord ». Georges Lapierre est depuis longtemps lié à Pierre Brossolette, socialiste antimunichois résistant. Il est également en contact avec l'Organisation civile et militaire (OCM). Engagé dans la résistance, le secrétaire général du SNI clandestin ne néglige pas la réflexion qu'engage aussi la Résistance sur l'après-guerre, comme l'indique Rémi Dauphinot:
«Lapierre participe aussi à la préparation de la libération par des travaux de propagande. En septembre 1942, avec René Paty' et Bellanger, Georges Lapierre publie dans le deuxième Cahier de l'OCM un projet de réforme de l'Éducation nationale. Les sujets abordés sont dans l'esprit des réformes du Front populaire et de son ministre Jean Zay: l'orientation plutôt que la sélection, l'allongement de l'obligation de scolarité, pas de discrimination entre l'enseignement classique et professionnel, la possibilité pour tous d'accéder à la culture générale, la formation des instituteurs plus élevée, la priorité donnée à l'enseignement de l'éducation civique. Ce texte de plus de cent pages, peu connu il est vrai, a servi de point d'appui aux réformes de l'après-guerre et notamment au plan Langevin-Wallon. Ce cahier clandestin a été diffusé à 2 000 exemplaires dans la zone occupée. La qualité du texte est reconnue par l'historien Guillaume Piketty. Pour lui, il s'agit d'ailleurs d'une qualité équivalente aux Cahiers politiques de Marc Bloch.
En décembre 1942, Georges Lapierre participe aussi activement aux travaux du réseau maçonnique Patriam Recuperare. Au nom de la Ligue de l'enseignement, il approuve, avec son ami René Paty, le texte envoyé par Alfred Kirchmeyer au général de Gaulle qui demande le retour à la République, l'organisation d'élections libres et l'épuration des collaborateurs.»
Au cours de ses voyages à Paris, il maintient les contacts avec les militants parisiens qui, sur l’initiative de René Bonissel, ont constitué une « section clandestine » du Syndicat en utilisant le « centre d'achat des fonctionnaires » fondé en 1934 par le syndicaliste Adrien Lavergne.

### Arrestation et déportation
Dénoncé par un collègue alors qu'il écoute la BBC, Georges Lapierre est arrêté par la Gestapo le 2 mars 1943, chez lui, à Périgny-la-Rose. Interné à la prison de Fresnes, il entreprend la rédaction d’un manuel d’histoire pour les enfants. Tout au long de ces années, il travailla à son projet de manuel, dont le fil directeur devait être, selon le témoignage du docteur Suire, la recherche des raisons de la défaite française dont il voyait l’une des causes dans l’abandon graduel de l’esprit civique.
Après trois semaines de recherches, sa femme trouve sa trace à Fresnes, mais, en septembre 1943, il est déporté en Allemagne au camp de concentration de Sachsenhausen, au nord de Berlin où il arrive le 2 octobre 1943. La saisie d’une lettre de sa femme prouve aux Nazis qu'il a correspondu avec l’extérieur. En représailles, début juin 1944, il est transféré au camp de concentration de Natzweiler-Struthof (Bas-Rhin), où il retrouva Marcel Leclerc, ancien secrétaire du SNI de la Manche. Il exerce la fonction de secrétaire du médecin du camp (le docteur Pierre Suire, également déporté, qui témoignera de son attitude après la guerre de même que l’ancien ministre Edmond Michelet). Le camp est évacué en septembre 1944. Lapierre et ses compagnons de déportation sont transférés à Dachau où il arrive le 6 septembre 1944. Épuisé par le travail forcé, il succombe au typhus le 4 février 1945.

#### Le témoignage d'Edmond Michelet
Dans son livre Rue de la Liberté, Edmond Michelet, futur ministre du général de Gaulle, rappelait son émouvante rencontre avec Georges Lapierre à Dachau.
« Je m'efforçai de rencontrer Lapierre le plus souvent possible. C'est ainsi que j’ai découvert cet être exceptionnel. […] Son activité intellectuelle était intacte, sa mémoire prodigieuse. Et pourtant, il en avait vu de dures au Struthof. […] Il me racontait les terribles mois qu'il avait vécus là-bas avant de devenir Hilfschreiber à l’infirmerie.
« Il conservait précieusement dans ses poches de petits bouts de crayon qu'il avait soustraits à la fouille et dont il se servait pour dessiner le front russe ou la position des armées alliées en Belgique. Un jour, je le surpris en train de reconstituer, sur un bout de table de son block, la carte de France et ses quatre-vingt-onze départements. les préfectures y étaient toutes à leur place, les sous-préfectures aussi.
« Mais c'est l’Histoire qui était sa prédilection. L'Histoire de France, naturellement. Depuis le soir où nous nous étions rencontrés pour la première fois, j’avais été intrigué par une particularité de son accoutrement. Lapierre ne  se séparait jamais d'une sorte de petit sac de toile rapiécée, de besace assez analogue à la musette que les soldats de l'autre guerre. Cet accessoire, avec la grosse ficelle qui lui barrait la taille, accentuait encore son allure de clochard, lui donnait un vague air de ressemblance avec le célèbre chemineau de Richepin. Je n'avais pas osé, jusque-là, lui demander la raison de cette singulière annexe vestimentaire, et cette réserve donnera la mesure de la déférence respectueuse qu'inspirait mon vieux camarade. Un jour pourtant, la curiosité l'emporta : Vous ne semblez pas vous rendre compte, monsieur Lapierre, lui dis-je, que vous n'avez absolument pas le droit (streng verboten) de porter sur vous autre chose que le bout de chiffon qui doit vous tenir lieu de mouchoir et, éventuellement, votre étui à lunettes. Si vous avez vos lunettes sur votre nez, votre étui doit être vide. Vous êtes à la merci d'une brusque inspection du Rapportführer. Alors Georges Lapierre me répondit doucement : J'ai là dedans le manuscrit que je suis en train d'achever d'un nouveau manuel d'Histoire de France à l'usage des enfants de nos écoles primaires.
« Quand Lapierre, au block 30, sentit vers la fin de janvier que sa pauvre carcasse, épuisée, ne serait décidément pas à la hauteur de son inflexible énergie morale, après avoir vu sombrer les uns après les autres, dans une déchéance affreuse, tous ceux qui l’entouraient, il m'envoya un dernier billet pour me demander de lui recopier un passage de la Première Épître aux Corinthiens dont la découverte l'avait bouleversé : Quand je parlerais le langage des hommes et des anges…. Dans les jours qui suivirent, comme c’était un homme méticuleux, il fit soigneusement un paquet de son fameux manuscrit, le ficela et traça sur le papier, au crayon, de sa belle écriture calligraphiée d'instituteur primaire, ces simples mots : à remettre à Pierre Suire. »

### Le testament philosophique de Georges Lapierre
Il s'agit de notes que Lapierre a fait parvenir dans une lettre à sa femme sortie clandestinement dans une lettre datée du 18 février 1944. On donne à ce document, traditionnellement, le nom de Testament philosophique de Georges Lapierre, parce que c'est le dernier texte reçu de lui, mais le document lui-même est sans titre. On notera que, malgré sa situation, il écrit à l'intention de ses amis : un jour prochain, vous pouvez avoir à prendre des initiatives et des responsabilités en vue de renouer les relations internationales des instituteurs. Or on sait le rôle que Lapierre a joué avec Louis Dumas dans la création de la Fédération internationale des associations d'instituteurs en septembre 1926 avec deux syndicalistes enseignants allemands, moins de huit ans après la fin du premier conflit mondial et dans un but premier d'« éducation à la paix ». C'est ce souci qui l'anime d'abord alors qu'il est déporté à Sachsenhausen.
| Je vous soumets quelques réflexions ou conclusions, que les nécessités matérielles m'obligent malheureusement à traduire en formules absolues et lapidaires comme des apophtegmes. Je les jette sur le papier sans ordre, telles qu'elles me viennent à l'esprit, en vous demandant d'y penser à votre tour, en disant qu'un jour prochain, vous pouvez avoir à prendre des initiatives et des responsabilités en vue de renouer les relations internationales des instituteurs. |
| - La faillite des efforts de vingt années pour mettre fin aux conflits internationaux et réaliser enfin la concorde internationale ne saurait ébranler nos convictions et décourager nos efforts. - L'erreur humaine réside dans son impatience et dans la croyance à l’efficacité immédiate de tout effort. Le progrès humain n’est pas à la mesure d'une génération. Il est à l’échelle de l'Histoire. - La paix universelle, aspiration séculaire des peuples, est l'aboutissement logique des constructions de la raison qui reste, en dépit de ses défaillances, notre suprême recours et notre espoir suprême. - Nous restons donc résolument internationalistes. Mais pour être internationaliste, il faut d'abord avoir une patrie. - Une paix romaine, basée sur l’assujettissement des peuples à une nation des maîtres, n'est plus possible. Elle se heurte à notre conception moderne de la dignité humaine et de la justice internationale. Il n'y a de collaboration que dans la liberté et dans l'égalité des droits. - Les Tchèques assujettis ont défendu pendant trois siècles leur génie national et l’ont défendu victorieusement. Les Polonais ont tenu cent cinquante ans. Les Français ne peuvent faire moins. - À l'heure présente plus qu'en toute autre, l’éducateur a l'obligation de faire corps avec la nation, de rester devant l'opinion un porteur de flambeau, un serviteur d'idéal. Son autorité en sera grandie demain. - L'idée de patrie nous paraissait si bien ancrée dans le cœur des peuples, que nous la reléguions volontiers dans le subconscient et que, dans notre hâte à vouloir réaliser la paix et la justice internationale, nous négligions la base de l'édifice, la nation. - C'est cependant en prenant solidement appui sur le sol résistant des traditions et des aspirations nationales qu'on peut élever les jeunes générations à la compréhension des solidarités et à la pratique des collaborations internationales. - Sous peine de faillite, l'éducateur a le devoir de devancer son temps et de se mettre au niveau de la génération qui suit. Mais de l’une à l'autre génération, il a le devoir d'établir une continuité, sous peine de désaccord avec la nation dont il est le mandataire. |

## Œuvres de Georges Lapierre
- articles dans L’École libératrice ;
- « Éducation et enseignement », L’Encyclopédie française, tome XV, 1936
- Manuel d’histoire de France à l'usage des enfants de nos écoles primaires rédigé en prison et en camps, manuscrits (copie au centre de la Résistance et de la Déportation de Brive).

## Décoration
- Médaille de la Résistance française décernée à titre posthume le 29 novembre 1946 par le président du Gouvernement provisoire de la République française.

## Hommages
- Une école porte le nom de Georges Lapierre à Argenteuil.
- Une école porte son nom à Lyon dans le quatrième arrondissement.
- Une école porte son nom à Évry (Essonne).
- Une école porte son nom à Vitrolles (Bouches-du-Rhône).
- Une école porte son nom à Tournefeuille (Haute-Garonne).
- Un collège porte son nom à Lormont (Gironde).
- Une école porte son nom à Montauban (Tarn-et-Garonne).
- Une école porte son nom à Alfortville (Val-de-Marne).

## Sources
- Dictionnaire biographique du mouvement ouvrier français (Dictionnaire Maitron) : LAPIERRE Georges, Anatole
- Georges Lapierre, plaquette d'hommage publiée par le SNI-PEGC, la Ligue française de l’enseignement et La Jeunesse au plein air, texte de Louis Lafourcade (alors secrétaire général du Cercle parisien de la Ligue de l'enseignement), préface d'Henri Aigueperse, éd. Corlet (14110 Condé-sur-Noireau), septembre 1984
- Un syndicat pas comme les autres : le SNI (Henri Aigueperse, Robert Chéramy, éd. Martinsart/SUDEL, Paris, 1990) éd.,
- École libératrice (hebdomadaire du SNI)